# Анрі Матісс
Анрі́-Емі́ль-Бенуа́ Маті́сс (фр. Henri Émile Benoît Matisse; 31 грудня 1869 — 3 листопада 1954) — французький художник, скульптор, графік, майстер декоративного мистецтва, один з найоригінальніших представників образотворчого мистецтва початку XX-го століття. Малював портрети, жанрові картини, натюрморти, картони для вітражів і гобеленів.

## Біографія
Народився в Ле Като-Камбрезі на півночі Франції. Він був найстаршим сином у родині Еміля Матісса і Анни Жерар. Його дитячі роки пройшли в сусідньому містечку Боен-ан-Вермандуа, де його батько, торговець зерном, тримав крамницю. Мати захоплювалася розписом кераміки.
З 1882—1887 рр. Анрі навчався в середній школі і, після неї, навчався у ліцеї Henri-Martin. У 1887 він виїхав до Парижа вивчати юриспруденцію в Школі юридичних наук. У серпні 1888, після закінчення навчання, 18-річний Анрі отримав право працювати за цією спеціальністю. Він повертається до маленького містечка Сен-Кантен і розпочинає працювати помічником адвоката.

## Навчання
У 1889 році у нього стався напад апендициту. Коли він одужував після операції, мати купила йому приладдя для малювання. Тоді юний Анрі вперше почав писати — під час двомісячного перебування в лікарні він копіював кольорові листівки. Це його так захопило, що він вирішив стати художником. Анрі записався в школу малюнка Кантіна де ля Тур (фр. Ecole Quentin de la Tour), призначену для креслярів текстильної промисловості.
У 1891 році Анрі знову приїхав до Парижа. Він вступив до Академії Жюліана, де навчався у Бугро — майстра салонного мистецтва.

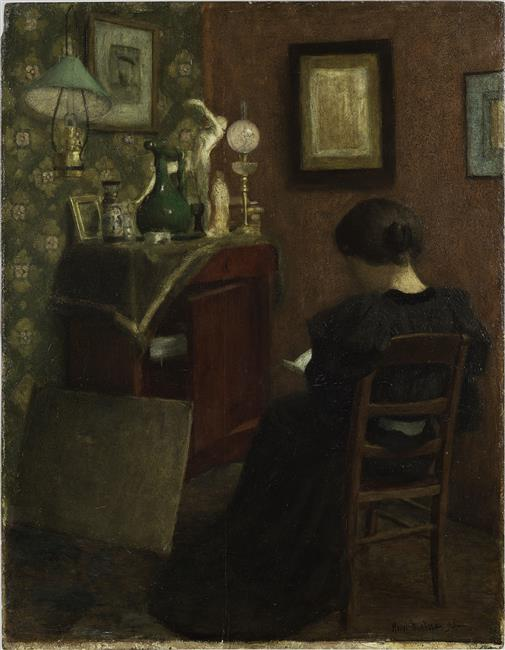
«Читаюча» (1890)

З 1892 року Матісс перебрався до Парижа. Серед його вчителів — В. Бугро́, Г. Фер'є, пізніше — Гюстав Моро. Відомо, що Моро не обтяжував учнів копіюванням зразків мистецтва і нудними нотаціями. Можливо, саме це і приваблювало майбутнього лідера художників-дикунів (фовісти в перекладі з французької — дикуни).
У 1893 році він перейшов до Школи вишуканих мистецтв, де займався в майстерні у Гюстава Моро. Анрі копіював твори старих французьких і голландських майстрів. Там він познайомився з юним Альбером Марке і Жоржем Руо, а також з Камуеном, Мангеном і бельгійським художником Евенепулом.
Під час навчання він копіював у Луврі твори старих французьких і голландських майстрів. Особливий вплив на нього в період навчання мала творчість Жана-Батиста Сімеона Шардена, він зробив копії чотирьох картин художника. Творчість Анрі в цей час також знаходилось під впливом сучасних йому художників і японського традиційного мистецтва.
У 1894 році в особистому житті художника сталася знаменна подія. Його модель Кароліна Жобло (фр. Caroline Joblau) народила дочку Маргариту (1894—1982).
Літо 1896 року він провів на острові Бель-Іль біля узбережжя Бретані, разом з Емілем Бері, сусідом по сходовому майданчику в Парижі.
Тут Анрі познайомився з художником з Австралії, Джоном Пітером Расселом, другом Огюста Родена, колекціонером творів Еміля Бернара і Вінсента ван Гога. 1897 року він знову відвідав його.
Джон Пітер Рассел познайомив Анрі з імпресіонізмом і працями Вінсента Ван Гога, з котрим він товаришував десять років, і навіть подарував Анрі два його малюнки.. Їхнє спілкування кардинальним чином вплинуло на творчість художника, і пізніше він називав Джона Пітера Рассела своїм учителем, який пояснив йому теорію кольору.
У 1896 році п'ять картин Анрі було виставлено в Салоні Національного товариства образотворчих мистецтв, дві з котрих придбала держава, зокрема його картину Читаюча, написану у 1894 році і придбану для резиденції президента Франції в Рамбує. Після виставки, за пропозицією П'єра Пюві-де-Шавана Анрі Матісс став членом-кореспондентом Салону Національного товариства образотворчих мистецтв.

## Зрілість

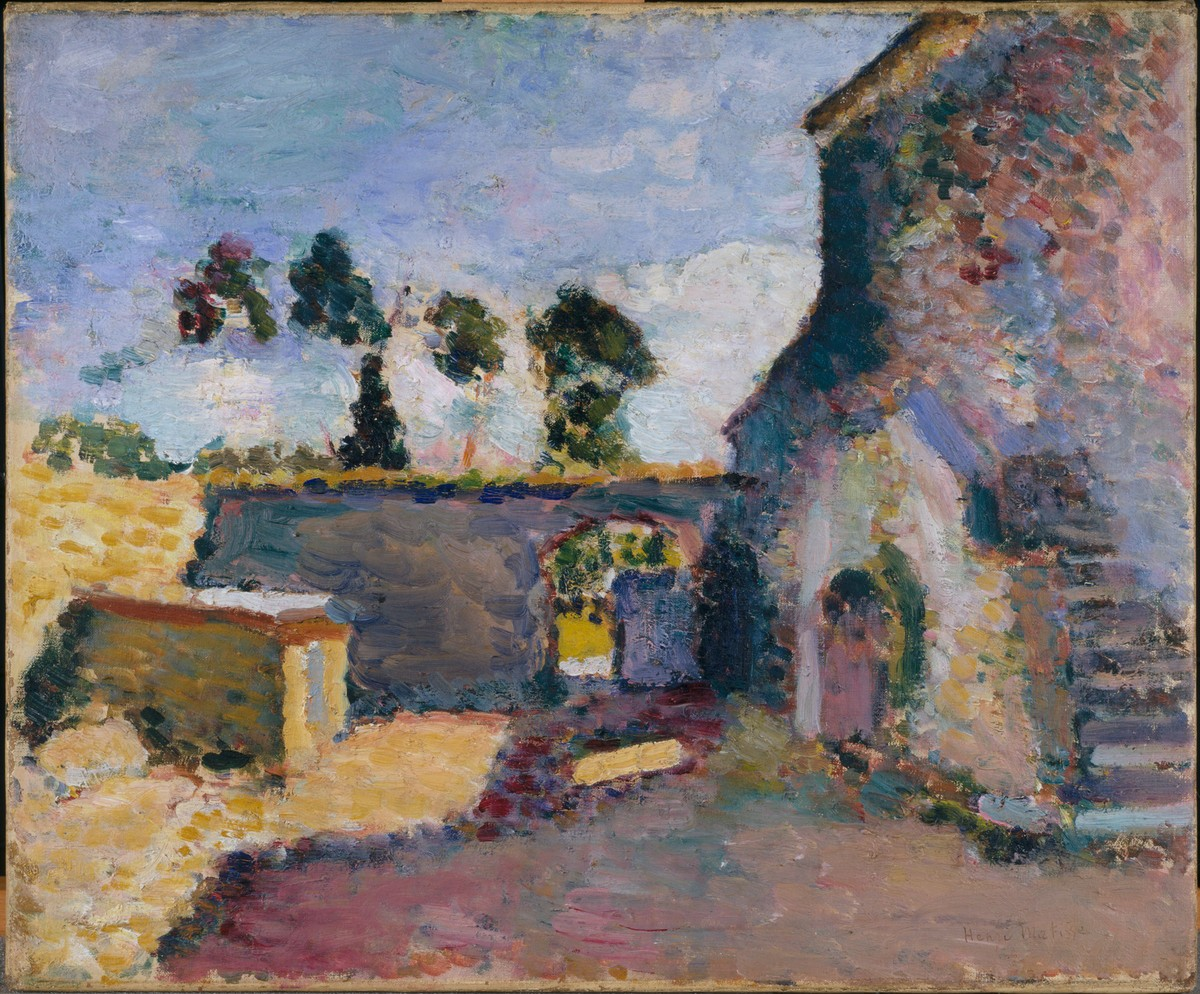
«Корсика, старий млин» (1898)

10 січня 1898 року Анрі Матісс одружився з Амелі Парейр (фр. Amélie Noellie Parayre), яка згодом народила синів Жана-Жерара (1899—1976) і П'єра (1900—1989). Його незаконнонароджена донька Маргарита також була взята у сім'ю. Дружина і донька були улюбленими моделями художника.
За порадою Каміля Піссарро у свій медовий місяць він вирушив з дружиною у Лондон досліджувати картини Вільяма Тернера. Потім подружжя зробило подорож по Корсиці, під час якого побували також у Тулузі та Генуї. У лютому 1899 року вони повернулись до Парижа.
Із смертю Моро у 1898 році Матісс одразу покинув його навчальний клас. Ані академічно налаштований Вільям Бугро, ані схиблений на фантазійних образах і коштовностях Гюстав Моро не мали впливу на художню манеру Матісса. Від Бугро Матісс заразився лише безкінечним повторенням оголених жіночих фігур.
Якось на допитливі опитування художник роздратовано відповів: я не малюю жінок, я малюю картини. Фраза слугує свідченням деякого відриву художньої манери майстра від реальності і реальних моделей і переходу до схематичного відтворення дійсності.
Після чергового короткого навчання в Академії Жуліана, художник вступив на курси Ежена Карр'єра.
Його першою пробою у скульптурі була копія роботи Антуана-Луї Барі, зроблена ним у 1899 році. 1900 року, паралельно з роботою над картинами, Анрі почав відвідувати вечірні курси Антуана Бурделя в Академії де ля Гран-Шом'єр. Вранці разом з Альбером Марке він малював у Люксембурзькому саду, а вечорами відвідував заняття зі скульптури.
Зростання сім'ї, відсутність постійного доходу і втрата капелюшної крамнички, якою, разом з партнером, володіла його дружина, стали причиною того, що дітям довелося переїхати до батьків Анрі.. Відчуваючи серйозні фінансові труднощі, він влаштувався на роботу художником-декоратором. Разом з Альбером Марке займався декоруванням об'єктів для Всесвітньої виставки в Гран-Пале, у Парижі у 1900 році. Робота була виснажливою, і Анрі захворів бронхітом. 1901 року, після недовгого лікування в Швейцарії, де він продовжував багато працювати, деякий час Анрі провів разом із сім'єю у батьків у Боен-ан-Вермандуа.. У ті дні художник був настільки засмучений, що навіть думав відмовитися від малярства.

## Мандри Матісса

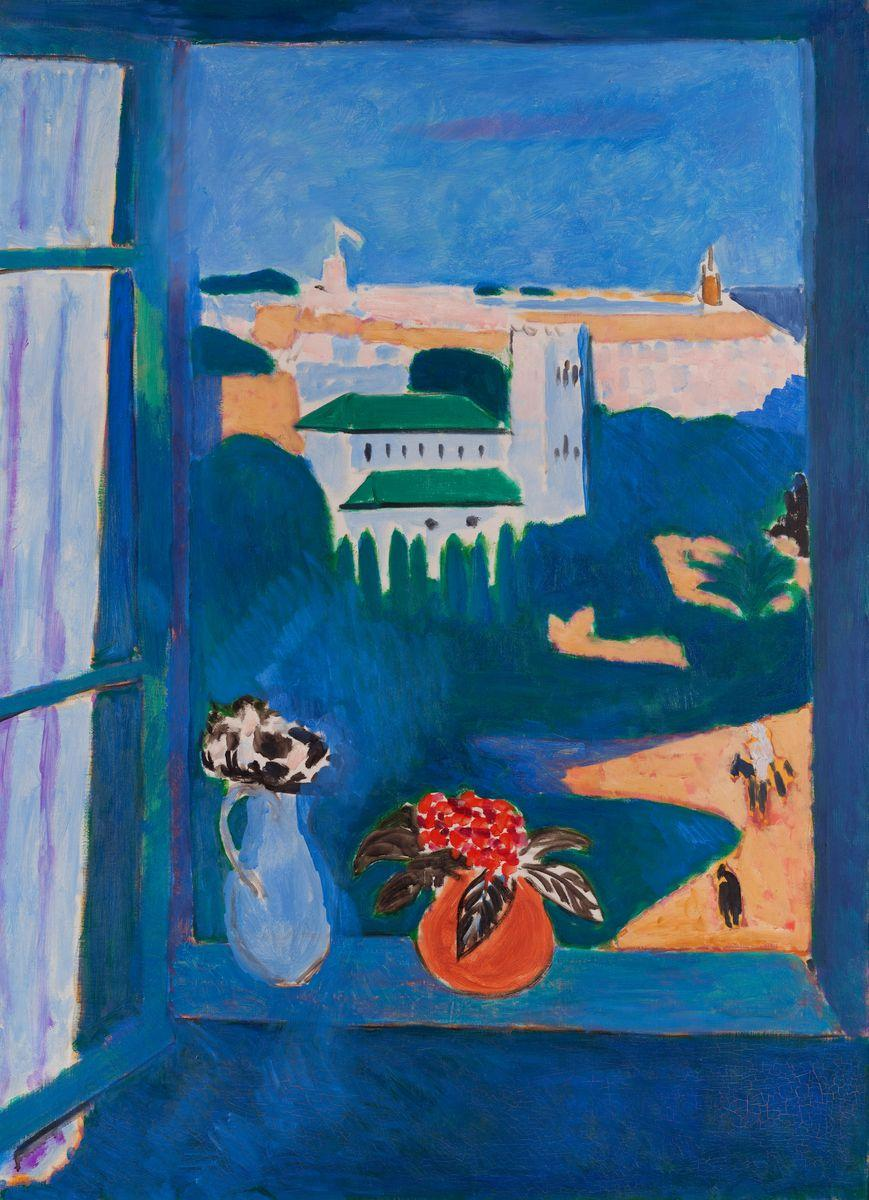
«Вид з вікна» (1912)

Серед подорожей Матісса — мандри в Німеччину, Іспанію, Алжир, Марокко, Російську імперію. В Мюнхені відбулася виставка ісламського мистецтва, яке цікавило Матісса, хоча й дещо поверхнево. Він брав від нього лише декоративну складову, яку використовував у своїх картинах (арабські килими, арабський одяг, кераміка тощо). Оригінальну ісламську архітектуру і витвори мистецтва він спостерігатиме в Алжирі і Марокко. В останньому він мандрував двічі у 1912 та 1913 роках. Згодом він з'явиться на Таїті і добереться до Америки. Виставляється дуже часто — у Берліні, Нью-Йорку, Ніцці (1914—1919), Санкт-Петербурзі, Парижі, Мадриді. Усе більше пише східних пейзажів і портретів — «Арабська кав'ярня», «Вид з вікна», «Портрет дружини художника».

### Матісс і Росія
Матісс мав великі проблеми із зором і тому його приваблювали геометричні, спрощені, майже схематичні форми мистецтва. Під час подорожі у 1911 році в Російську імперію художник хвалив схематичні форми російських ікон, чим полонив жадібних до похвал російських прихильників. Для російського багатія і колекціонера Сергія Щукіна Матісс виконав декоративні панно «Танок» та «Музика», що нагадували дитячі малюнки схематичними фігурами людей і монотонними фарбами. Замовлення від Щукіна надійшло ще в 1908 році, ще до відвідання Росії.
Для встановлення картин, за запрошенням Сергія Івановича Щукіна, в 1911 році Анрі Матісс особисто відвідав Санкт-Петербург і Москву, де його схвально зустріли. Відповідаючи на запитання журналістів про свої враження від країни, він сказав:

«Я бачив вчора колекцію старих ікон. Ось велике мистецтво. Я закохався в їхню зворушливу простоту, яка для мене ближче і дорожче картин Фра Анджеліко. Я щасливий, що нарешті потрапив до Росії. Я чекаю багато чого від російського мистецтва, бо відчуваю в душі російського народу зберігаються незліченні багатства; російський народ ще молодий. Він не встиг ще розтратити жару своєї душі».

На гроші від продажу своїх картин російським підприємцям і колекціонерам Сергею Івановичу Щукіну і Івану Абрамовичу Морозову, художник зміг, нарешті, остаточно перебороти матеріальні труднощі.
Пізніше, після мільйонної еміграції росіян в Західну Європу після перевороту більшовиків у 1917 році, він зустрів Лідію Делекторську. Росіянка Делекторська стала секретарем митця і прихильницею його мистецтва на довгі десятиліття. Саме вона дарувала Москві твори художника, серед яких картини, малюнки, книги з ілюстраціями Матісса, навіть його пензлі і палітру.

## Каплиця Чіток

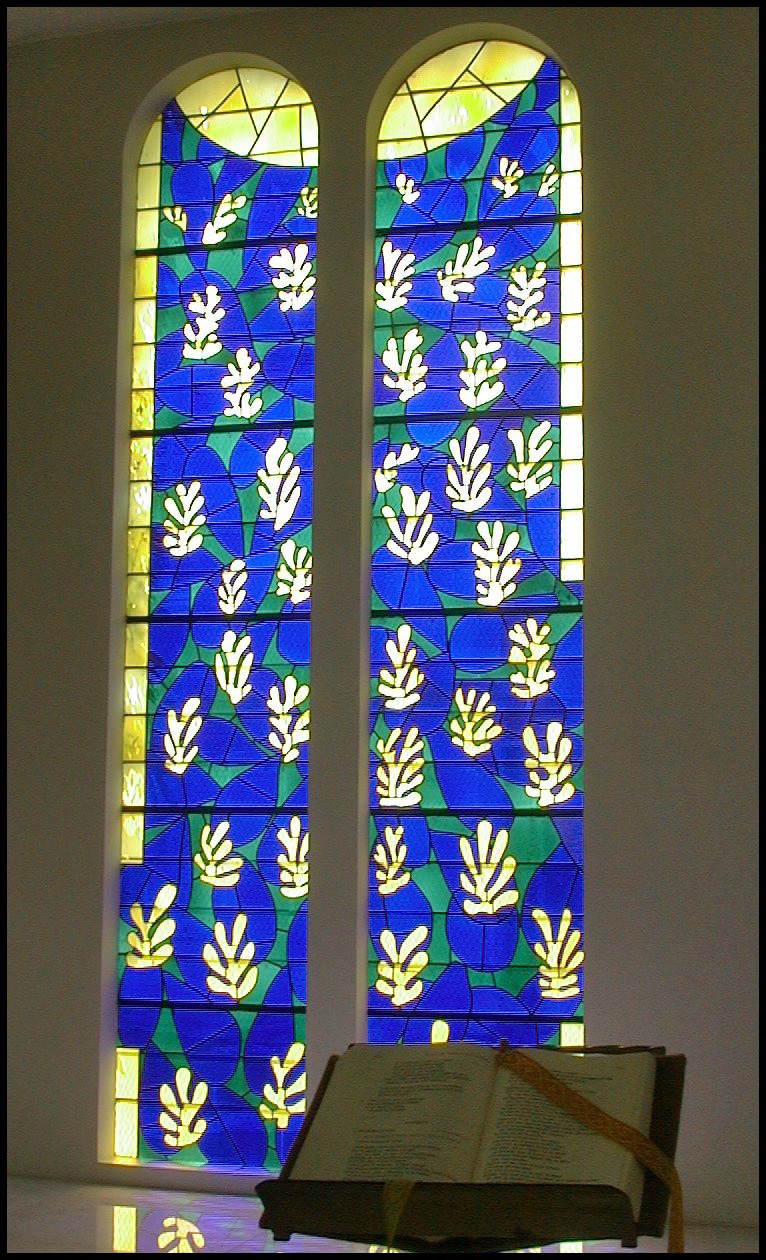
Вітраж дерева життя в Каплиці Розарія (1951)

У 1947 році Матісс познайомився з домініканським священиком П'єром Кутюр'є, у розмовах з ним виникла ідея побудови невеликої каплиці для невеликого жіночого монастиря у Вансі. Матісс сам знайшов вирішення її художнього оформлення. На початку грудня 1947 р. Матісс склав план робіт, з погодженням з домініканськими монахами, братом Рейссіньє, і з отцем Кутюр'є.

«Не я вибрав цю роботу, доля призначила мені її в кінці мого шляху, моїх пошуків, і в Каплиці я зміг об'єднати і втілити їх», «робота над Каплицею потребувала від мене чотирьох років виключної посидючості і праці і вона — результат всього мого свідомого життя. Не дивлячись на всі її недоліки, я вважаю її своїм найкращим твором. Нехай майбутнє підтвердить цю оцінку, посиленою цікавістю до цього пам'ятника, що не залежить від його вищого призначення». Анрі Матісс 
— так Матісс описав значення своєї роботи над вітражами і фресками для Каплиці Чіток (Каплиці Розарія) у Вансі.
Освячення Каплиці Чіток відбулося 25 травня 1951 р.

## Загальна характеристика творчості
У його роботах переважають яскраві кольори, що підкреслюють святкову барвистість світу. Розробляв орнаменти, лінійні арабески; основними об'єктами зображення були одаліски (жінки з гарему), купальниці й танцівниці; пізні роботи являють собою чисті абстракції, як, наприклад, його колажі з різнобарвних паперів різної форми або візерунки 1949 — 1951 для оформлення каплиці Домініканського жіночого монастиря недалеко від Ніцци.

### Основні картини художника

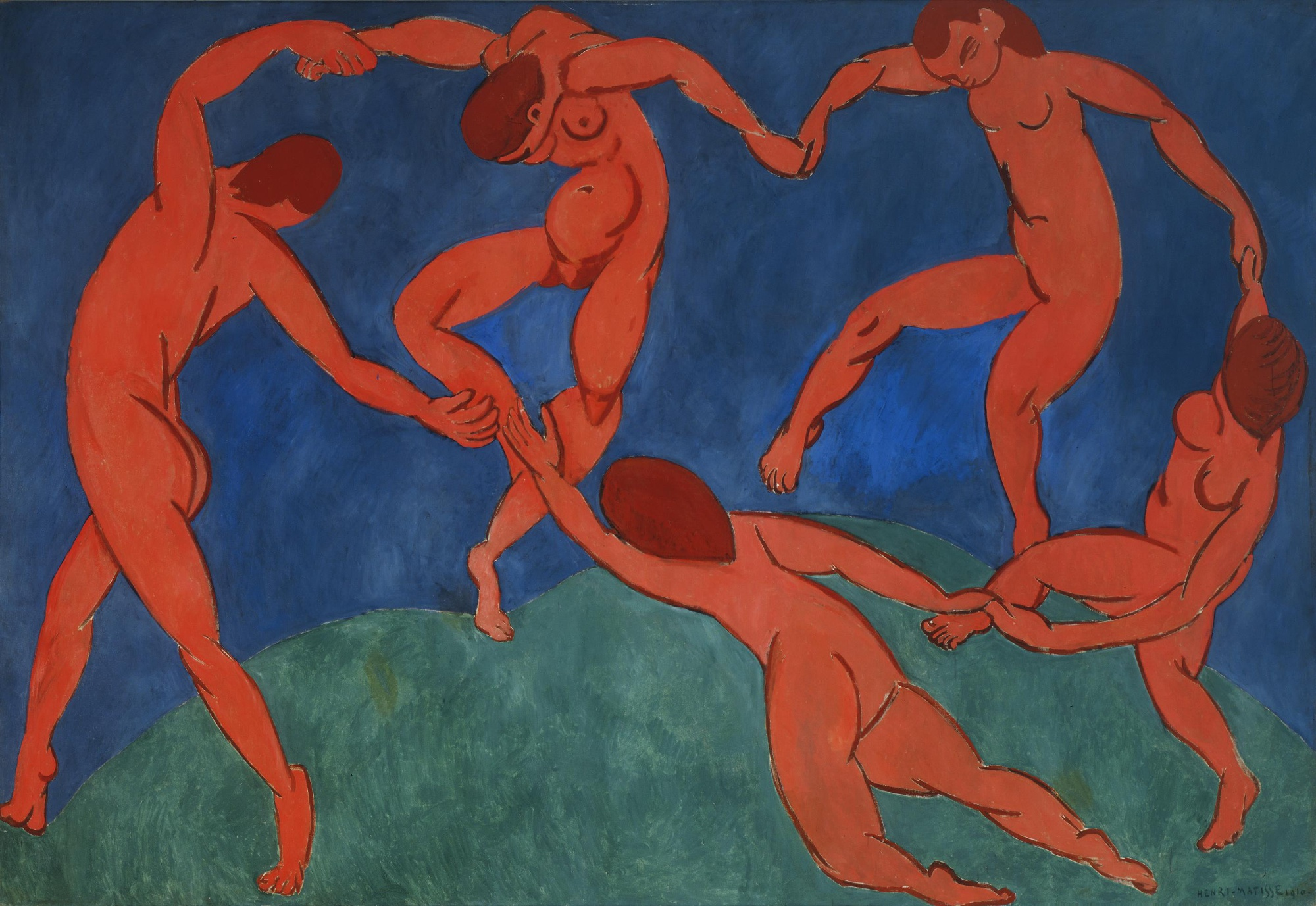
«Танок II» (1910)

- Відкрите вікно, 1905, полотно, олія, приватна колекція
- Портрет пані Матісс, 1905, Музей Statens Kunst в Копенгагені
- Радість життя, 1905—1906
- Танок, 1909, полотно, олія, Музей сучасного мистецтва в Нью-Йорку
- Танок, 1910, полотно, олія, Ермітаж у Санкт-Петербурзі
- Жовті фіранки, 1914—1915, полотно, олія, приватна колекція
- Урок музики, 1917
- Рожевий акт, 1935, полотно, олія, художній музей у Балтіморі
- Ікар, 1947, ілюстрація для книжки Jazz
- Блакитний акт IV, 1952, гуаш на папері, музей Матісса в Ніцці
- Сієста
- Золота рибка
- Мікаела
- Пишність, спокій, блаженство
- Десерт
- Люкс
- Ідіотизм

## Матісс і декоративно-ужиткове мистецтво
Деякий час Матісс робив спроби проєктувати одяг. Його спідниці в стилі Арлекін носила секретар Лідія Делекторська, що довго слугувала однією з моделей для нього.
Наприкінці 1940-х років Матісс зробив картони для вітражів каплиці Трояндового вінця в місті Ванс, яку спроєктували і побудували на його кошти.

## Останні роки

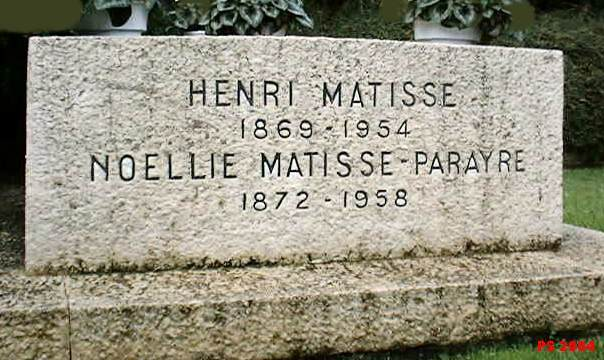
Могила Матісса в Ніцці

У 1941 році Матісс переніс тяжку операцію на кишці. Погіршення здоров'я змусило його спростити свій стиль. Щоб зберегти сили, він розробив техніку створення зображення із шматків паперу (так звані Papiers decoupes), котра давала йому можливість добитися довгоочікуваного синтезу малюнка і кольору. 1943 року він почав серію ілюстрацій до книги «Джаз» із розфарбованих гуашшю обрізків (закінчена в 1947). 1944 року його дружину і дочку арештувало гестапо за участь у діяльності Опору.
У період 1946—1948 років фарби написаних Матіссом інтер'єрів знову стали вельми насиченими: такі його роботи як «Червоний інтер'єр, натюрморт на синьому столі» (1947) і «Єгипетська завіса» (1948), будуються на контрасті між світлом і темрявою, а також між внутрішнім і зовнішнім просторами.
3 листопада 1954 року художник помер у Ніцці у віці 84 років.

## Музей Матісса в Като-Камбрезі́

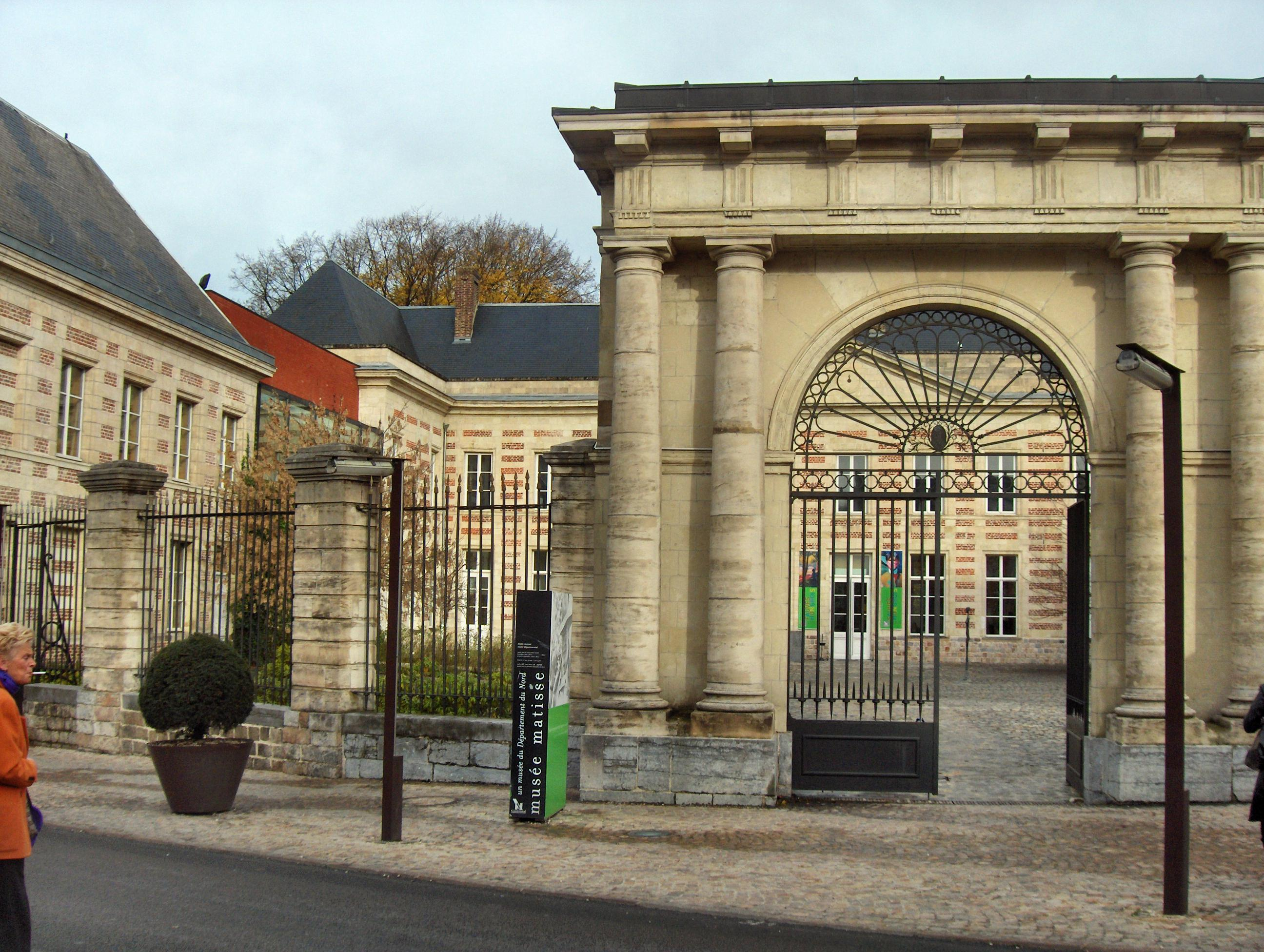
Парадна брама музею
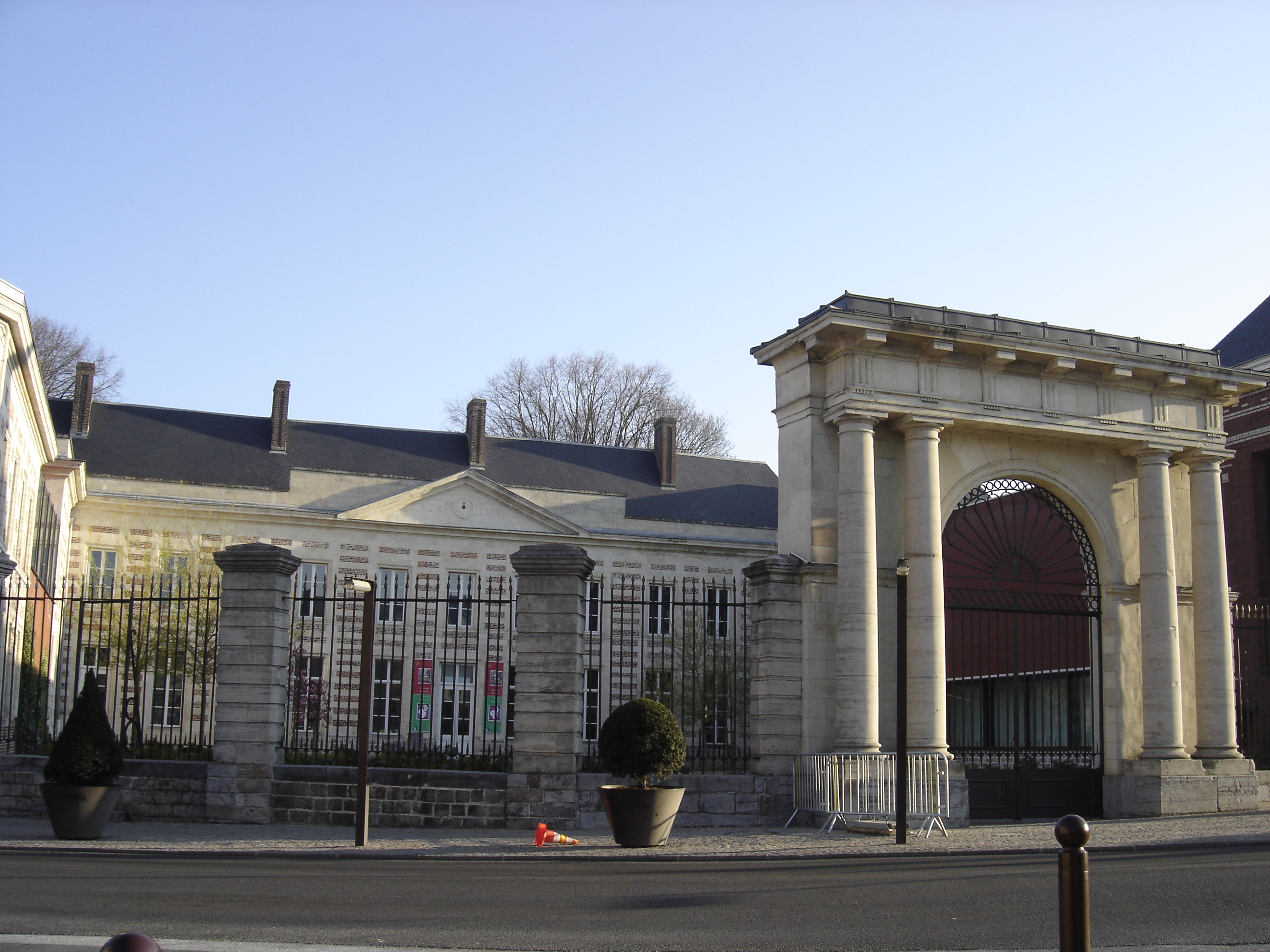
Комплекс в Като-Камбрезі
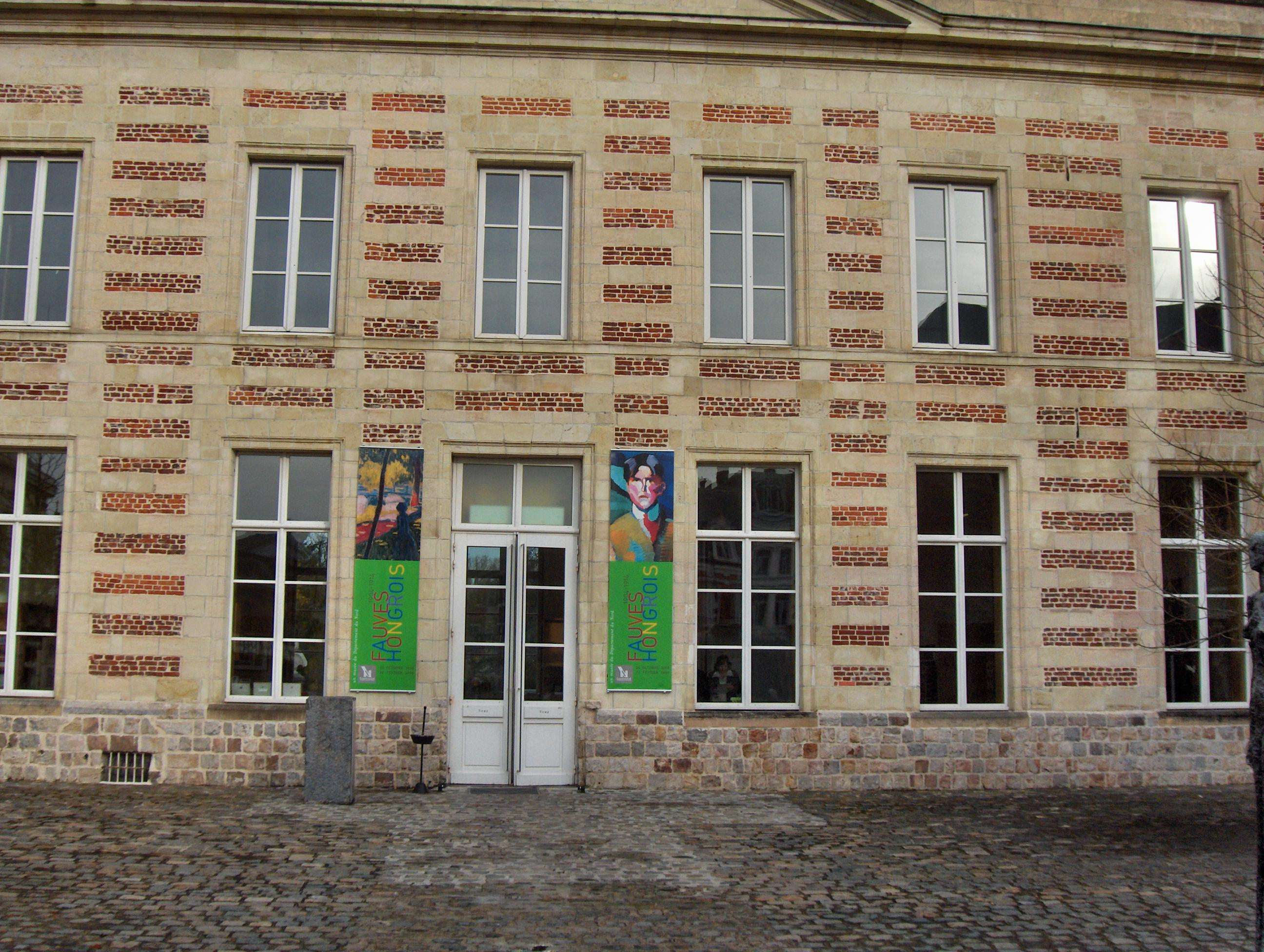
Фасад бічного крила музею
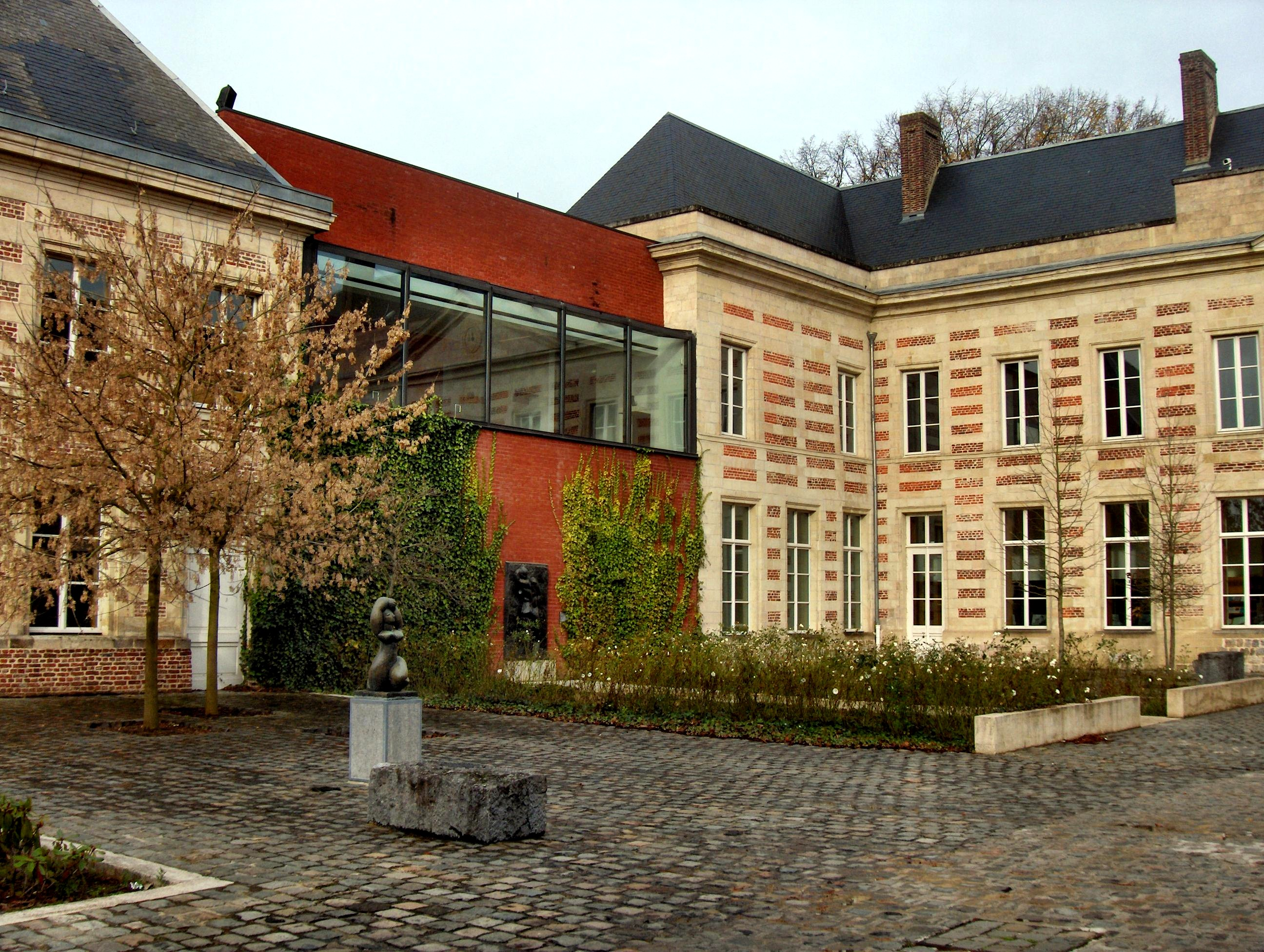
Курдонер — парадний двір
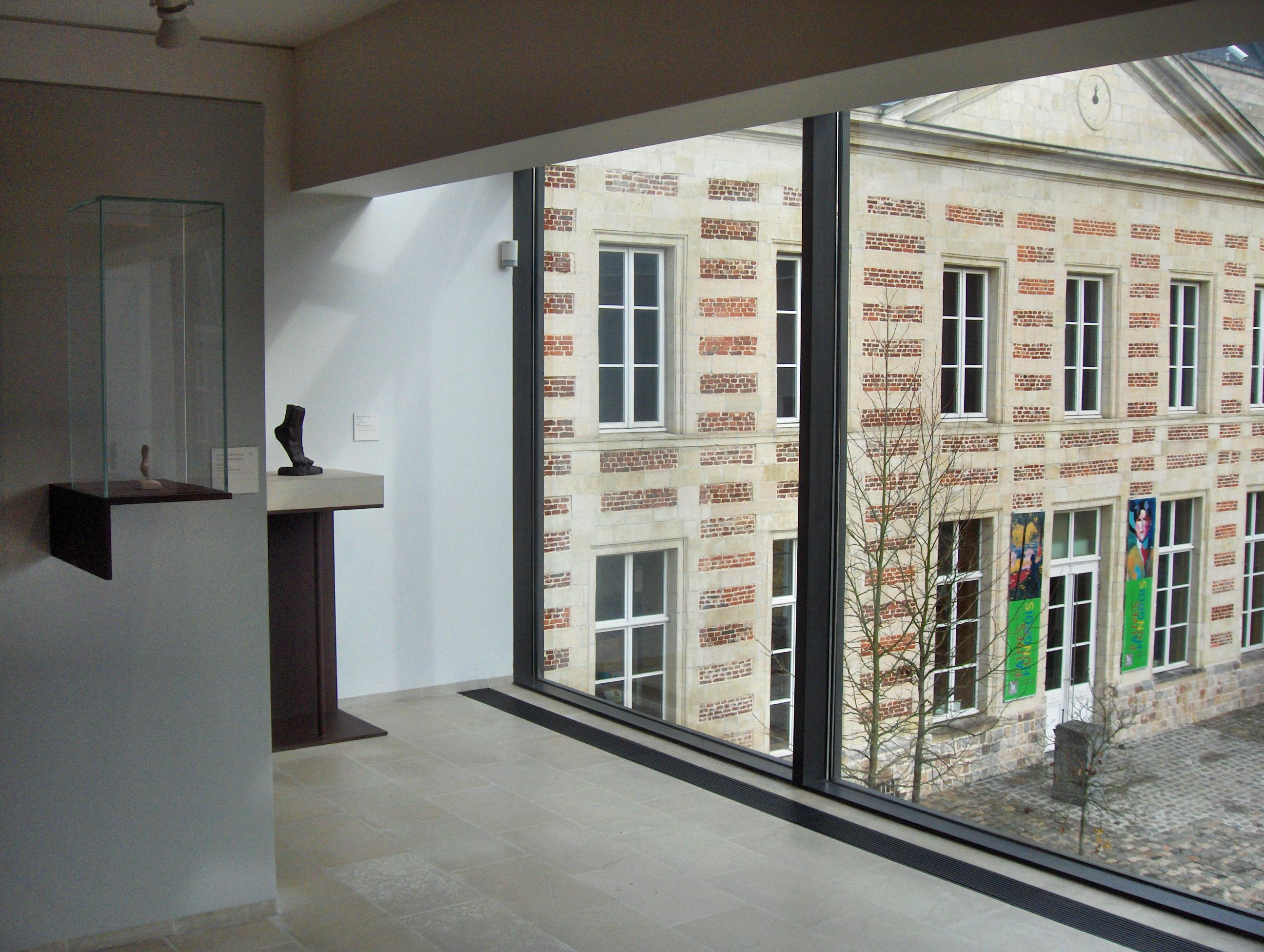
Погляд на фасад з галереї
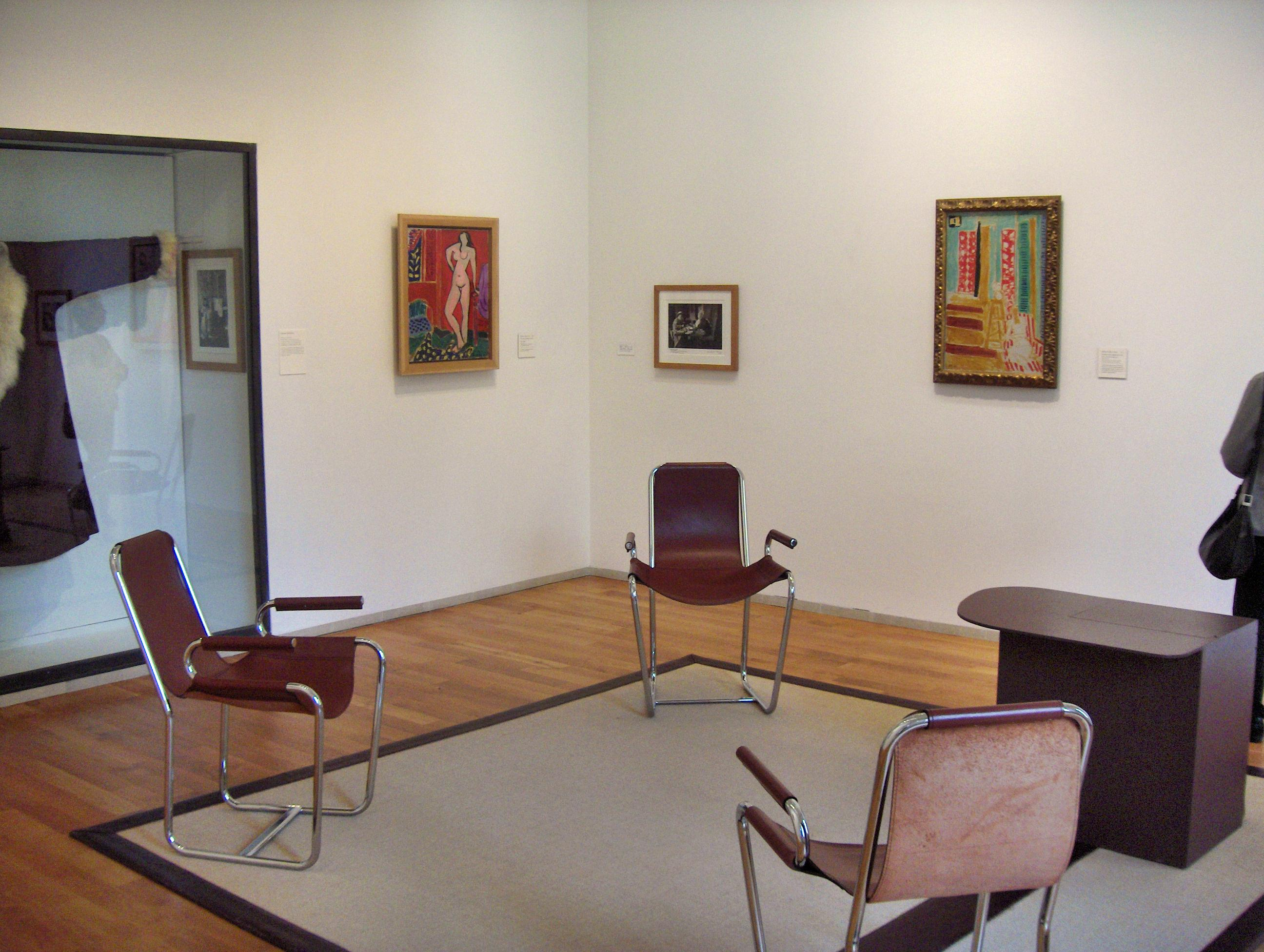
Музейна зала

## Матісс як художник книги
Добрий малювальник, Матісс неодноразово звертався до створення світлин для книжок. Серед авторів, твори яких ілюстрував художник — поет П'єр де Ронсар («Обрана любовна лірика», 1948 р.), Карл Орлеанський («Поеми», 1950 р.), Г. Монтерлан («Пасіфая», 1944 р.)

## Факти
- Оперативний псевдонім одного з персонажів фільмів про Джеймса Бонда («Казино „Рояль“» і «Квант милосердя»), а також і роману Себастьяна Фолкса «Диявол не любить чекати», Рене Матісс узятий на честь художника.
- На честь Матісса названий кратер на Меркурії.
- На честь Матісса названо астероїд 8240 Матісс.
- Одну з картин Матісса — «Les coucous, tapis bleu et rose» — у лютому 2009 року придбав приватний колекціонер під час торгів на аукціоні Крістіс за 32 мільйони євро. Натюрморт був створений художником 1911 року.[30]
- Сімдесятирічний Аль Пачіно мав у 2011 році зіграти роль Матісса у фільмі «Masterpiece» (Шедевр) про життя старіючого художника в роки Другої світової війни.